# Deidamía (ópera)
Deidamia (HWV 42) es una ópera en tres actos con música de Georg Friedrich Händel y libreto en italiano de Paolo Antonio Rolli, basado en el mismo libreto de Pietro Metastasio, ya utilizado por Antonio Caldara. Es la última ópera italiana de Händel. 

## Historia
Deidamia es la última ópera compuesta por Händel, terminada el 20 de noviembre de 1740 y estrenada el 10 de enero de 1741 en el Teatro Lincoln's Inn de Londres, con la soprano Elisabeth Duparc La Francesina en el papel de Deidamía. La ópera tuvo sólo tres representaciones, en una época en la que el público londinense estaba ya cansado de los estereotipos de la ópera italiana. Tras el gran éxito de The Beggar's Opera y los fracasos de las óperas que Händel iba componiendo, a partir de Deidamia el compositor centró su atención en los oratorios. Como en las últimas óperas de Händel, se aleja de la gravedad y la seriedad habitual en obras inspiradas en temas clásicos y tanto la música como el libreto introducen un cierto grado de comedia y cinismo en los personajes.
La ópera fue recuperada en los años 50 del siglo XX. Esta ópera rara vez se representa en la actualidad; en las estadísticas de Operabase aparece con sólo 1 representación en el período 2005-2010. Ha sido grabada.

## Argumento
La ópera está basada en el personaje mitológico griego de Deidamía, la hija del rey Licomedes de Esciro, quien dio a luz un hijo de Aquiles.

## Notas y referencias

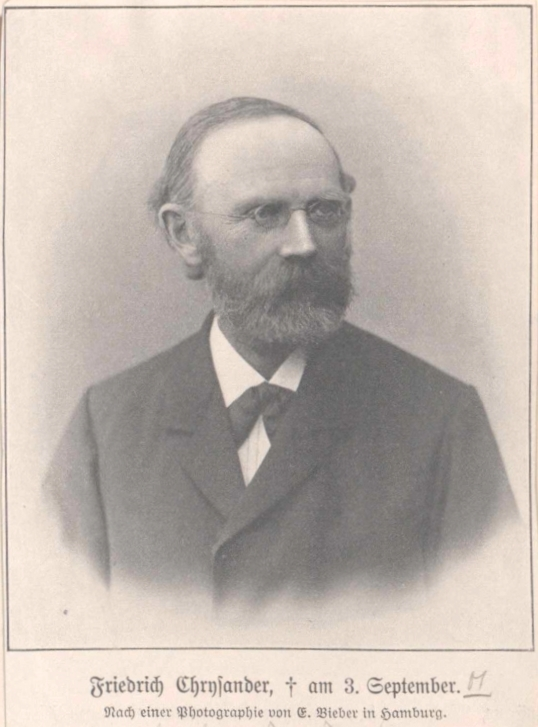
Friedrich Chrysander (retrato de 1897 o de antes).

## Discografía
| Año  | Director      | Orquesta                  | Cantantes                                    | Sello discográfico          |
| ---- | ------------- | ------------------------- | -------------------------------------------- | --------------------------- |
| 2001 | Rudolf Palmer | Orquesta de cámara Brewer | Julianne Baird Brenda Harris John Cheek      | Albany Records              |
| 2002 | Alan Curtis   | Il Complesso Barocco      | Simone Kermes Anna Bonitatibus Antonio Abete | Accademia Musicale Chigiana |